# Stotzingen (Adelsgeschlecht)

Stammwappen derer von Stotzingen

Stotzingen ist der Name eines alten südwestdeutschen Adelsgeschlechts mit Stammhaus in Niederstotzingen. Die Familie, deren Zweige zum Teil bis heute bestehen, gehört zum schwäbischen Uradel.

## Geschichte

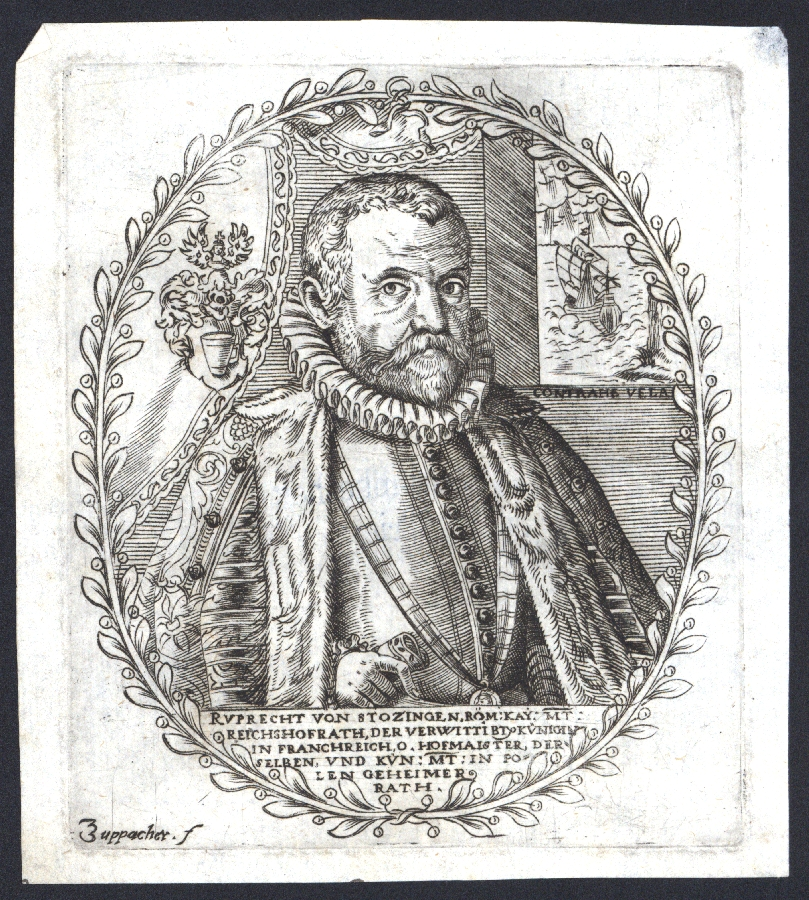
Ruprecht von Stotzingen
(* um 1540; † 1600)

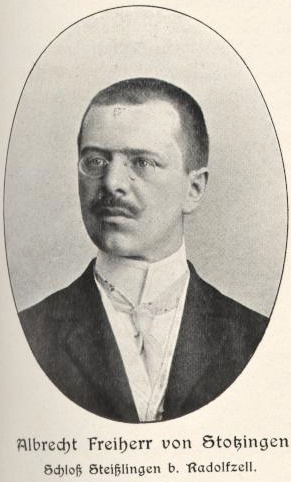
Albrecht von Stotzingen
(* 1864; † 1938)

### Herkunft
Der Name Stotzingen soll bereits in einem Vergabungsbrief aus dem Jahre 1143 urkundlich genannt werden. Nach dem Genealogischen Handbuch des Adels wird das Geschlecht am 1. März 1286 mit Ulricus de Stotzingen erstmals urkundlich erwähnt. Er erscheint in der Urkunde als Zeuge der Grafen Ulrich dem Älteren und Ulrich dem Jüngeren von Helfenstein. Die Grafen übergaben dem Kloster Medlingen das Eigentumsrecht eines Hofes in Oberstotzingen. Mit dem genannten Ulrich von Stotzingen beginnt auch die ununterbrochene Stammreihe der Familie. Gabriel Bucelinus beginnt die Stammreihe der Familie mit Johann Stotzingen, der um 1300 gelebt hat.
Niederstotzingen, das namensgebende Stammhaus, ist heute eine Kleinstadt im Landkreis Heidenheim in Baden-Württemberg. Die Ortschaft wird im Jahre 1049 erstmals in einer Stiftungsurkunde des Klosters Heiligkreuz genannt.

### Ausbreitung
Die Stotzinger, 1286 als Grundherren von Niederstotzingen erwähnt, waren zunächst Lehensträger der Grafen von Dillingen und später von deren Nachfolgern, den Markgrafen von Brandenburg-Ansbach. Später wurden Niederstotzingen und Oberstotzingen bis zum Ende des Heiligen Römischen Reiches 1806 ein von Reichsrittern regiertes Territorium, das zum Ritterkanton Donau des Schwäbischen Ritterkreises gehörte. Doch bereits 1336 übernahmen die Herren von Riedheim die Herrschaft Niederstotzingen, 1450 die von Westernach und 1457 die von Stain, 1809 fiel sie im Erbgang an die Grafen von Maldeghem, die das Schloss bis heute besitzen. 1810 kam sie durch Mediatisierung an Württemberg.
1527 erwarb Hans von Stotzingen das Schlossgut Geislingen sowie weiteren Besitz der Herren von Bubenhofen in der Gegend um Balingen, insbesondere Dotternhausen und Roßwangen. (Geislingen fiel durch Vererbung 1762 an die Schenken von Stauffenberg, die Burg Dotternhausen 1789 an die Grafen von Bissingen und Nippenburg).
1790 erwarb Joseph Wilhelm von Stotzingen von den Herren Ebinger von der Burg die Herrschaft Steißlingen und 1791 von Baron Konrad Lenz von Lenzfeld das Schlossgut Wiechs. 1793 stiftete er aus beiden ein Familiengut, das 1793 durch die Reichsritterschaft und 1823 durch die Großherzoglich Badische Regierung bestätigt wurde. Um 1806 kam die Herrschaft durch Mediatisierung unter württembergische und 1810 unter badische Landeshoheit. Schloss Steißlingen wird bis heute von den Freiherren von Stotzingen bewohnt.
Heudorf am Bussen war von 1471 bis 1790 im Besitz der Herren von Stotzigen.
Ruprecht (auch Ruppert) von Stoczingen (* um 1540–1600), aus der Linie Altensperg (Altenberg, Gemeinde Syrgenstein), wurde kaiserlicher Geheimrat und Oberhofmeister der Königin Elisabeth von Frankreich. Für seine Verdienste erhielt er am 18. Januar 1588 zu Wien durch kaiserliche Verleihung das Prädikat Edler Lieber Getreuer im Ritterstand. Später, 1591 als kaiserlicher Reichshofrat, wurde er in den Reichsfreiherrenstand erhoben. Ruprecht begründete auch den Ort Stotzing im Burgenland und holte die ersten Siedler aus seiner schwäbischen Heimat. Seinen beiden Söhnen wurde der Freiherrenstand 1608 bestätigt. Der Urenkel von Ruprechts Bruder Wilhelm von Stotzingen, er lebte in der letzten Hälfte des 17. Jahrhunderts, hat den Stamm mit drei Söhnen fortgesetzt.
Vom 16. bis zum Anfang des 19. Jahrhunderts gehörten die Freiherren von Stotzigen wegen des Besitzes bzw. Teilbesitzes von Geislingen, Dotternhausen und Roßwangen zum Ritterkanton Neckar-Schwarzwald und wegen Steißlingen und Wiechs ab 1790/1791 zum Ritterkanton Hegau-Allgäu-Bodensee des Schwäbischen Ritterkreises. Wegen Heudorf am Bussen, ab 1471 im Besitz der Herren von Stotzigen, waren sie auch im Ritterkanton Donau immatrikuliert. Heudorf wurde 1790 an die Fürsten von Thurn und Taxis abgetreten.

### Standeserhebungen
Aus der Linie Altensperg wurde Ruprecht von Stoczingen auf Altensperg, als kaiserlicher Reichshofrat, am 29. Juli 1591 zu Preßburg in den Reichsfreiherrenstand als Freiherr von Stoczingen zu Altensperg erhoben. Am 30. September 1592 erhielt er den niederösterreichischen Herrenstand. Ruprechts Söhne Georg Leonhard, kaiserlicher Kämmerer, und Rudolf Ernst erhielten am 14. August 1608 zu Prag eine erbländisch-österreichische Bestätigung des Freiherrenstandes als Freiherren von Stoczingen zu Altensperg.
Aus der Linie Heudorf erhielten die Brüder Hans Wilhelm und Sigmund Wilhelm von Stotzingen auf Dischingen und Heudorf am 12. Dezember 1631 eine kaiserliche Wappenvereinigung mit dem der ausgestorbenen Adelsfamilie von Blumeneckh. Eine großherzoglich badische Bestätigung zur Führung des Freiherrentitels für das Gesamtgeschlecht erfolgte am 24. April 1911 zu Karlsruhe.

### Beziehung der Familie zu Fidelis von Sigmaringen
Von 1604 bis 1610 begleitete der damalige Jurastudent und spätere Heilige den Freiherrn Wilhelm von Stotzingen (Adelsgeschlecht) auf Reisen durch ganz Frankreich, Welschland (Oberitalien) und etliche „spanische Provinzen“ (d. h. die spanischen Niederlande). Wie Fidelis selbst schrieb, unternahm er diese Reisen „zu mehrer Erfahrung, Weltlaufs-Ergreifung, Erlernung ausländischer Sprachen und Sitten und glücklicher Absolvierung aller Studien“. Nach Beendigung seiner Reisen blieb er noch zwei Jahre bei den Freiherren von Stotzingen, mit denen er treu verbunden blieb, und setzte zu gleicher Zeit seine Studien in den Rechtswissenschaften fort.

## Wappen

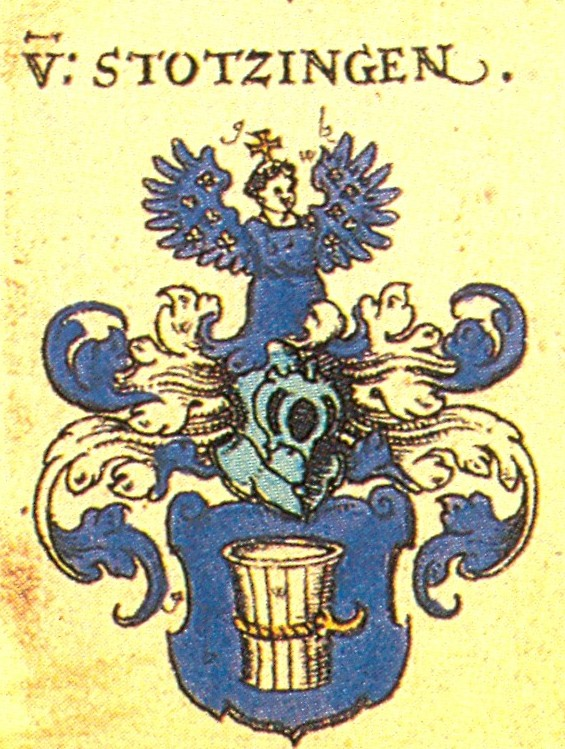
Wappen derer von Stotzingen aus Siebmachers Wappenbuch (1605)

### Stammwappen
Das Stammwappen zeigt in Blau einen silbernen Becher (Trink-Stotzen) mit drei goldenen Reifen und goldenem Henkel. Auf dem Helm mit blau-silbernen Helmdecken ein wachsender armloser blaugekleideter Engel, dessen blaue Flügel mit silbernen Kleeblättern belegt sind, mit goldenem Kreuz auf dem Haupt.

### Wappenvereinigung 1631
Das Wappen ist geviert. 1 und 4 in Blau ein silberner Becher mit drei goldenen Reifen und goldenem Henkel (Stammwappen derer von Stotzingen), 2 und 3 in Rot drei silberne Balken, die mit blauem Feh belegt sind (Wappen derer von Blumeneckh). Das Wappen hat zwei Helme, auf dem rechten mit blau-silbernen Decken ein wachsender armloser blaugekleideter Engel, dessen blaue Flügel mit silbernen Kleeblättern belegt sind, mit goldenem Kreuz auf dem Haupt (Stammhelm der Stotzingen). Auf dem linken Helm mit rot-silbernen Decken eine rote Bischofsmütze, belegt mit dem silbernen Balken (Helm derer von Blumeneckh).

### Stadt- und Ortswappen
Elemente aus dem Wappen der Familie Stotzingen erscheinen noch heute in einigen baden-württembergischen Stadt- und Ortswappen und österreichischen Gemeindewappen. Das Stadtwappen von Niederstotzingen zeigt ähnlich dem der Herren von Stotzingen einen silbernen Becher.

Wappen der Stadt Niederstotzingen
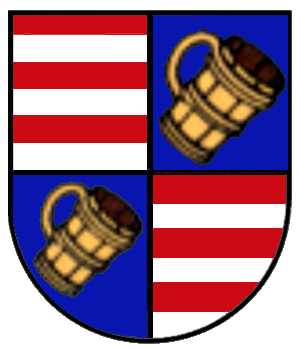
Wappen der Ortschaft Heudorf am Bussen
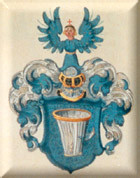
Wappen der Gemeinde Stotzing

## Bekannte Familienmitglieder
- Ruprecht von Stotzingen (* um 1540–1600), Reichshofrat und Statthalter von Niederösterreich, Gründer der Ortschaft Stotzing (heute Burgenland)
- Roderich von Stotzingen (1822–1893), badischer Gutsbesitzer und Politiker
- Albrecht von Stotzingen (1864–1938), Kammerherr und Abgeordneter der Ersten Kammer der Badischen Ständeversammlung
- Fidelis von Stotzingen (1871–1947), Benediktiner, Abt des Klosters Maria Laach und Abtprimas der Benediktinischen Konföderation
- Othmar von Stotzingen (1867–1923), Offizier und Leiter der nach ihm benannten Stotzingen-Mission nach Arabien während des Ersten Weltkrieges